# St. Josef (Magdeburg)

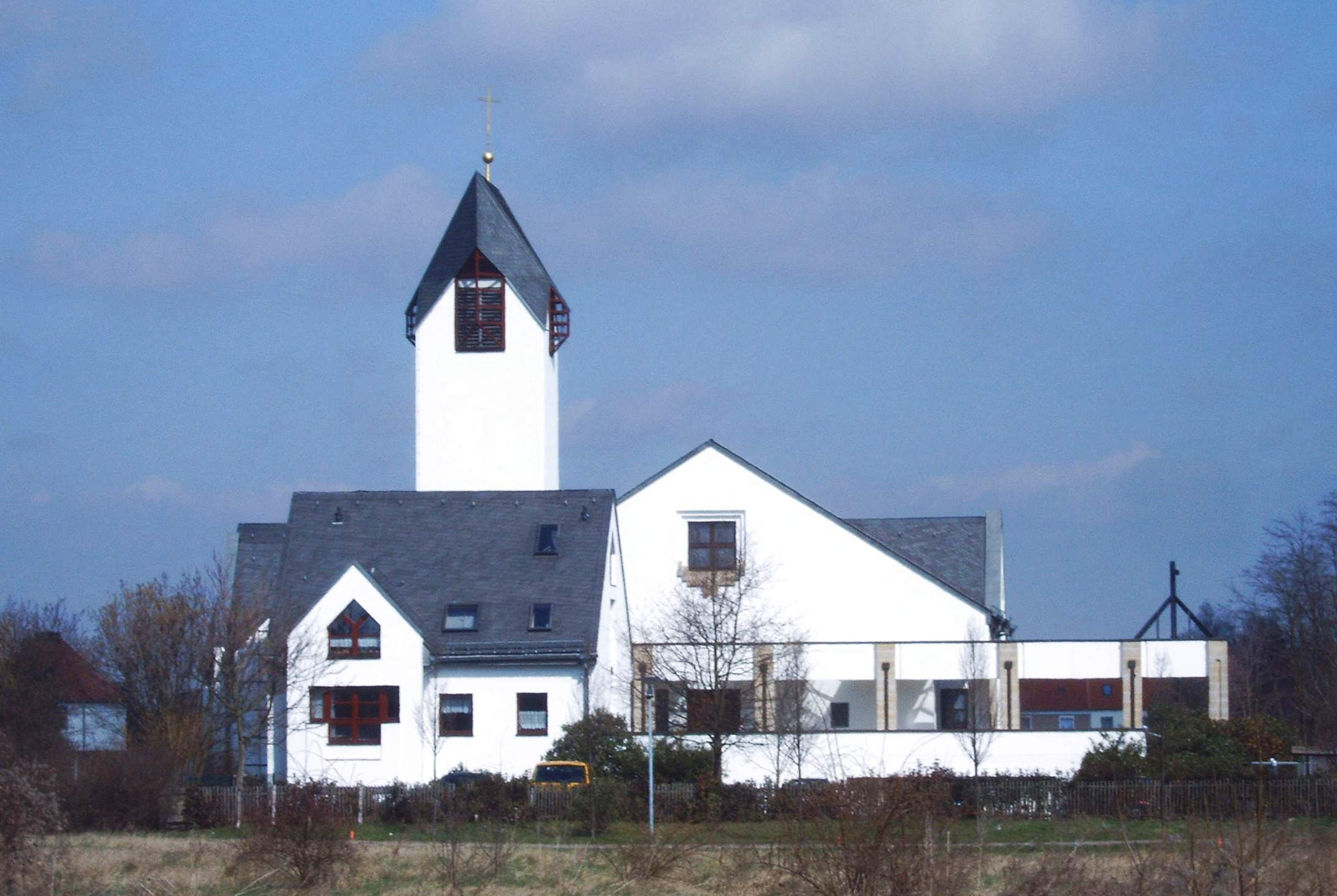
Sankt-Josef-Kirche in Neu Olvenstedt

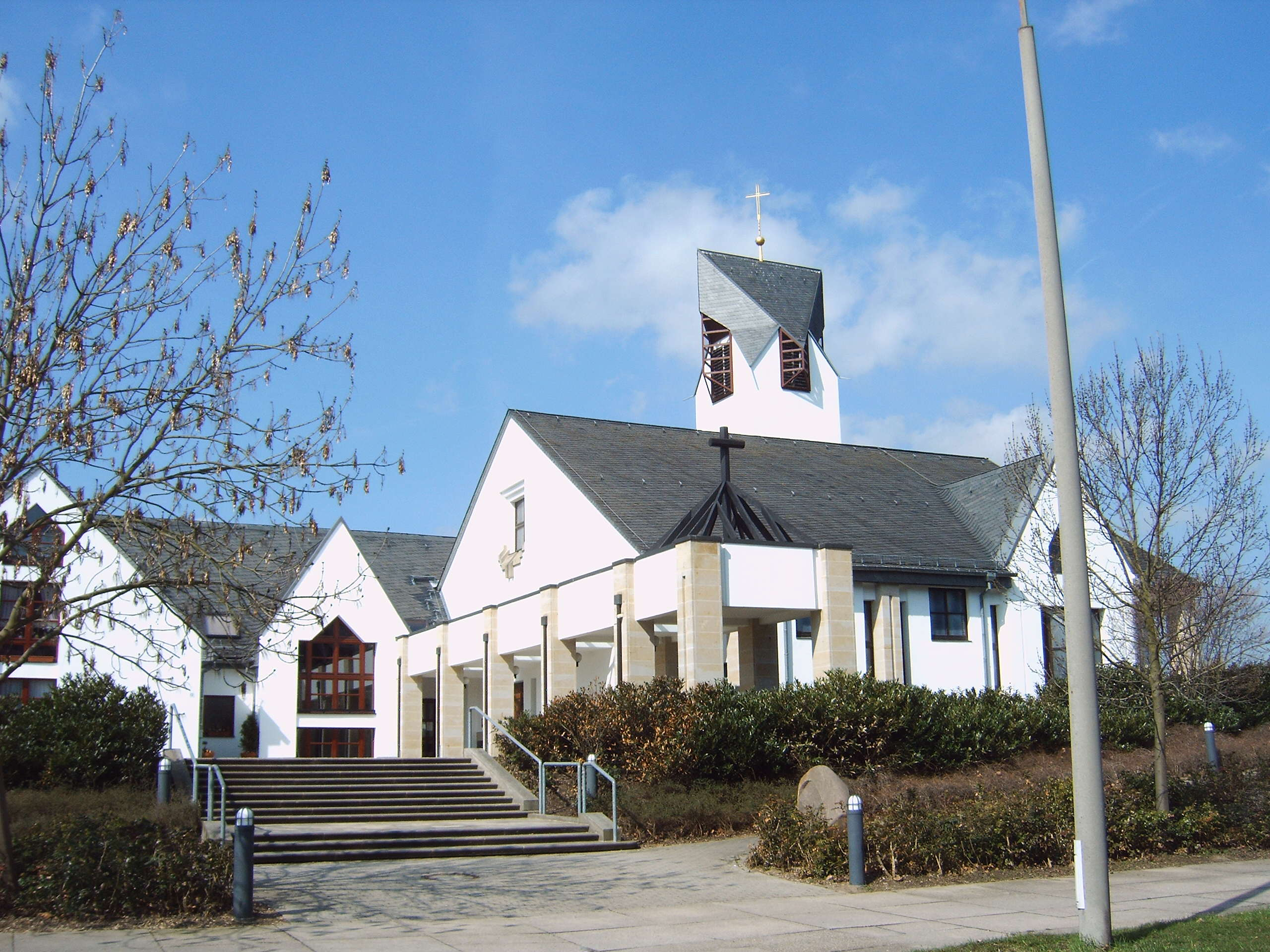
Sankt-Josef-Kirche, Eingang

St. Josef oder Sankt-Josef-Kirche ist die katholische Kirche im Magdeburger Stadtteil Neu Olvenstedt. Sie gehört zur Pfarrei St. Johannes Bosco mit Sitz an der St.-Agnes-Kirche, im Dekanat Magdeburg des Bistums Magdeburg. Die Kirche ist dem heiligen Josef geweiht, der seit 1955 von der katholischen Kirche als Josef der Arbeiter mit einem Gedenktag am 1. Mai geehrt wird.

## Geschichte
Seit 1981 entstand am Rande Magdeburgs ein neues Wohngebiet, welches von DDR-Plattenbauten dominiert wurde und insgesamt Wohnungen für 42.000 Menschen bieten sollte. Zunächst diente eine in der Nachkriegszeit errichtete und nach dem Bau der St.-Josef-Kirche abgerissene Baracke als Notkirche für die Katholiken im Nordwesten Magdeburgs. Die katholische Kirche unter Bischof Johannes Braun engagierte sich dafür, am Rande dieser sozialistischen Großsiedlung ein neues Gemeindezentrum zu errichten.
Als Architekt wurde Horst Freytag vom Wohnungsbaukombinat Magdeburg gewonnen, der ab 1985, dem Wunsch des Bischofs nach einer traditionellen Kirche mit Glockenturm folgend, eine moderne funktionale Kirche unter Beibehaltung dieser traditionellen Komponenten entwarf. Das auf der Bauausstellung Constructa 86 in Hannover gezeigte Modell sorgte für Aufsehen.
Die Grundsteinlegung fand am 8. Februar oder am 8. November 1986 statt. Der Bau wurde mit einem Kirchenbauprogramm in der DDR finanziert. Der Tod des Architekten Freytag hatte jedoch Bauverzögerungen zur Folge. Nachfolger Freytags wurde 1987 Ralph Niebergall, der die Gestaltung des Turmes veränderte und die Fassadengestaltung überarbeitete. Am 1. Dezember 1990 wurde die Pfarrei St. Josef errichtet. Die Einweihung der Kirche folgte am 26. Oktober 1991 durch Bischof Leo Nowak.
Am 1. Januar 2000 fusionierte die St.-Josef-Gemeinde mit der St.-Benedikt-Gemeinde in Eichenbarleben, die Zahl der Gemeindemitglieder stieg dadurch auf rund 1.300 an. Am 1. März 2006 erfolgte die Errichtung des Gemeindeverbundes Magdeburg-Nord, dem die Pfarrei St. Josef von da an angehörte. Am 28. November 2010 wurde aus dem Gemeindeverbund die heutige Pfarrei St. Johannes Bosco gegründet, zu der seitdem die Kirche gehört.

## Bauwerk
Das Kirchengebäude verfügt über mehr als 200 Plätze. Die Gebäudeteile des Gemeindezentrums umschließen den Kirchplatz von zwei Seiten. Die Fassaden sind geputzt, die Dächer mit Schiefer gedeckt. Die aus Holzleimbindern bestehende Satteldachkonstruktion ist innen mit Holz verschalt. Die Art der äußeren Baugestaltung nimmt die Beziehung zum westlich angrenzenden dörflich strukturierten Magdeburg-Alt Olvenstedt auf. Die östliche Fassade der Kirche wird von mit Sandstein verkleideten Stützen gegliedert.
Die vier vom Bonifatiuswerk gestifteten Bronzeglocken wurden vom Unternehmen Petit & Gebr. Edelbrock in Gescher gegossen und nach Christus, Maria, Josef und den Nothelfern benannt.
Die in der Kirche befindlichen bleiverglasten Fenster wurden 1991/92 von der Magdeburgerin Maren-Magdalena Sorger geschaffen. Ein Fenster stellt Tod und Auferstehung Jesu dar. Weiter gibt es ein Josef-Fenster und ein Himmelsleiter-Fenster.
Den Altarraum umgibt ein Kreissegment. Seitliche Fenster ermöglichen eine indirekte Beleuchtung. Die Altarweihe erfolgte am 21. Oktober 2001 durch Weihbischof Gerhard Feige. Ambo, Tabernakel, Taufstein, Kreuz und Leuchter schuf der Bildhauer Paul Brandenburg. Erwähnenswert ist auch die von einem Holzschneider aus Südtirol geschaffene Kopie einer Riemenschneider-Madonna. Im Inneren der Kirche befindet sich ein dreieckiger Erker, der eine Sakramentskapelle bildet. Die digitale Kienle-Resonatorenorgel mit ihrem von der Magdeburger Tischlerei Johannes Baier erbauten Prospekt wurde am 28. Januar 1996 durch den Geistlichen Rat Theodor Steinhoff geweiht.
Die Kirche ist seit 1990 namengebend für die anliegende St.-Josef-Straße (bis 1990 Straße der Völkerfreundschaft).